# Mesonauta
Mesonauta – rodzaj południowoamerykańskich, słodkowodnych ryb okoniokształtnych z rodziny pielęgnicowatych (Cichlidae).

## Klasyfikacja
Gatunki zaliczane do tego rodzaju:
- Mesonauta acora (Castelnau, 1855)
- Mesonauta egregius Kullander & Silfvergrip, 1991
- Mesonauta festivus (Heckel, 1840) – pielęgnica skośnopręga[3][4]
- Mesonauta guyanae Schindler, 1998
- Mesonauta insignis (Heckel, 1840)
- Mesonauta mirificus Kullander & Silfvergrip, 1991

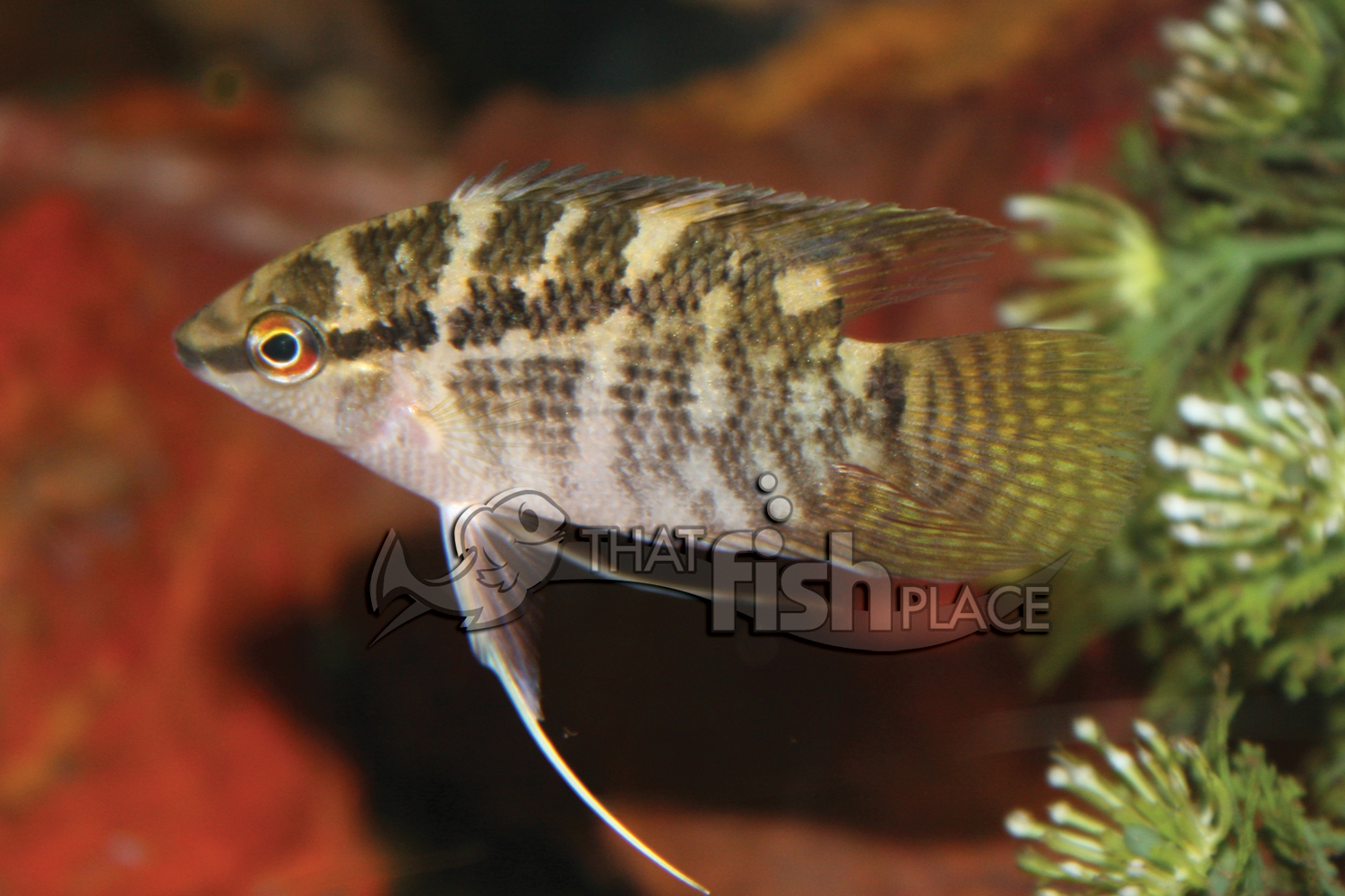
Mesonauta festivus
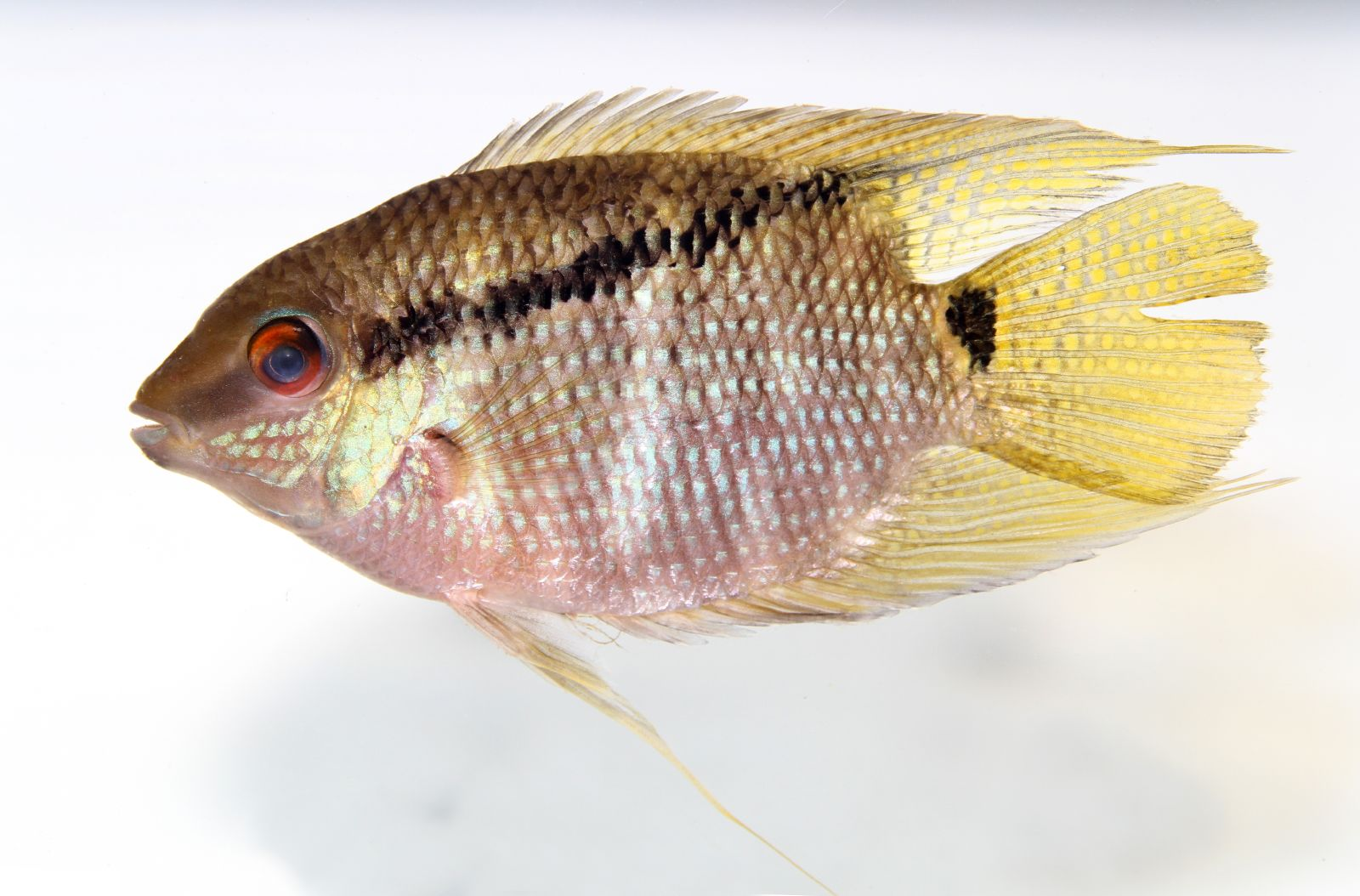
Mesonauta insignis